# 欧州局
欧州局（おうしゅうきょく、英語: European Affairs Bureau）は、外務省の内部部局の一つ。2001年1月に欧亜局の改組（大洋州課をアジア大洋州局へ移管）により発足。

## 職務
欧州地域の安定と繁栄の確保を目指し、域内地域・諸国間における未来に向けた友好関係を構築し、望ましい国際環境を確保するという地域別外交の基本目標を基に、以下の施策を行っている。
- 欧州における地域協力の強化
- 未来志向の日露関係の推進
- 未来志向の日欧関係の推進
- 欧州諸国との友好関係の強化
- 北方領土問題の解決
- 旧ソ連諸国に対する支援

## 組織
- 局長
- 審議官
- 政策課
  - アジア欧州協力室
- 欧州経済戦略官
- 欧州第一課
- 欧州第二課
  - 中東欧バルト室
- ロシア課
  - 企画官
  - 中央アジア・コーカサス室
  - 日露経済室
  - ロシア交流室
  - 日露共同経済活動推進室

## 歴代局長
- 北川克郎(2024年〜)
- 中込正志(2022年～2024年)
- 宇山秀樹(2020年～2022年)
- 正木靖(2017年[2]～2020年)
- 林肇(2014年[3]～2017年)
- 上月豊久(2012年～2014年)
- 小寺次郎(2010年～2012年)
- 谷崎泰明(2008年～2010年)
- 原田親仁(2005年～2008年)
- 小松一郎(2003年～2005年)
- 齋藤泰雄(2001年～2003年)
- 小町恭士(2001年）
- 東郷和彦(1999年～2001年)
- 西村六善(1997年～1999年)
- 浦部和好(1995年～1997年)
- 野村一成(1993年～1995年)
- 兵藤長雄(1991年)
- 都甲岳洋(1988年)
- 長谷川和年(1987年)
- 西山健彦(1984年)
- 加藤吉弥(1981年)
- 武藤利昭(1979年)
- 宮沢泰(1977年)
- 橘正忠(1975年)
- 大和田渉(1972年)
- 有田圭輔(1968年)
- 北原秀雄(1965年)
- 法眼晋作(1961年)
- 金山政英(1957年)
- 千葉皓(1955年：欧米局長)
- 稲垣一吉(1955年：欧米局長心得)
- 武内龍次(1954年：欧米局長事務取扱)
- 土屋隼(1951年：欧米局長)
- 島津久大（1949年：政務局長）
- 大野勝巳（1948年：総務局長）
- 朝海浩一郎（1948年：総務局長）
- 太田一郎（1947年：総務局長）
- 岡崎勝男（1946年：総務局長）
- 安藤義良（1945年：政務局長）
- 上村伸一（1945年：政務局長）